# Éric Antoine (photographe)
Pour les articles homonymes, voir Éric Antoine et Antoine.
Éric Antoine, né en 1974, est un photographe français.

## Biographie
Éric Antoine s'est fait connaître pour son travail photographique dans le milieu du skateboard. Depuis 2010, il se consacre à la photographie artistique, utilisant principalement la technique du collodion humide sur verre. Obsédé par la fuite du temps et la quête artistique et existentielle de simplicité, il applique ce procédé ancien d'une finesse rare à une photographie contemporaine. Ses nouvelles œuvres lui ouvrent les portes des galeries et musées internationaux. En 2015, il rentre dans la collection de la Bibliothèque nationale de France et il auto-édite sa première monographie ensemble seul. En 2021, un second ouvrage "Useful Lies" voit le jour (éditions HEMERIA). 

## Expositions
- 2024: Paris Photo Solo show - Grand palais - Paris
- 2024: Abodes Solo show - Dolby Chadwick Gallery San Francisco
- 2022: La Forme - galerie Capazza - Nançay
- 2021: Useful Lies: Galerie Berthet-Aittouarès, Paris, France
- 2021: Even Ghosts Get Lost,  Dolby Chadwick Gallery, San Francisco, USA
- 2019 : Useful Lies, Dolby Chadiwick Gallery, San Francisco, USA
- 2018 : Exposition personnelle, Galerie Berthet-Aittouarès, Paris, France
- 2018 : Paris Photo, Stand Hemeria, Paris, France
- 2018 : Le Complexe de la simplicité, Shoot gallery, Oslo, Norvège
- 2017 : Résilience, Laurence Esnol Gallery, Paris, France
- 2017 : Galerie JP Ristch Fisch, Strasbourg, France
- 2017 : Art Karlsruhe, foire d'art contemporain, Karlsruhe
- 2016 : St'art, foire d'art contemporain, Strasbourg, France
- 2016 : Le complexe de la simplicité, Laurence Esnol Gallery, Paris, France
- 2016 : Black Mirror, Mostra de Givors, France
- 2015 : Frénésie du silence, Laurence Esnol Gallery, France
- 2015 : Entre deux, musée de Bar-le-Duc
- 2015 : St'art pour la ville de Strasbourg
- 2015 : Voir le lieu, musée de Plombières-les-Bains
- 2015 : Black Mirror, Musée de Landskrona, Suède
- 2015 : Black Mirror, The Square, Genève, Suisse
- 2014 : Ensemble seul, Laurence Esnol Gallery, France
- 2014 : Autoportraits de classe, à l'Etappenstal, résultats de résidence avec la DRAC Alsace, Erstein
- 2013 : Port land, Scope, Suisse
- 2012 : Art en capitale, Grand Palais, France
- 2011 : Rétroduction, La Gaieté lyrique, France
- 2010 : Split, Gallery of the Conservatory Institute, Croatie
- 2009 : Centre d'art contemporain de Chelles Les 2 églises, en collaboration avec Raphael Zarka
- 2007 : Biennale d'art contemporain de Lyon - Riding modern art avec l'artiste Raphael Zarka
- 2006 : Gunther, 16 ans - Galerie Stimultania, Strasbourg